# Семенов Андрій Альфредович
Андрій Альфредович Семенов (рос. Андрей Альфредович Семёнов; нар. 22 травня 1957, Іркутськ, РРФСР) — радянський та російський футболіст, воротар.

## Життєпис
У команді майстрів дебютував у серпні 1974 року: у складі іркутського «Авіатора» у матчі другої ліги проти омського «Іртиша» зіграв на «нуль». За 17 сезонів у команді, 1976 року перейменованої на «Зірку», провів 340 матчів у другій лізі. У 1991 році перейшов до «Океан» (Находку) — 36 матчів, 24 пропущені м'ячі. Сезон 1992 року розпочав у команді першої ліги «Селенга» (Улан-Уде), влітку повернувся до «Океану», провів за команду у вищій лізі три матчі, пропустив вісім м'ячів. 14 листопада в матчі 1/8 фіналу Кубку Росії проти «Уралмашу» вийшов на заміну після перерви при рахунку 0:3 і пропустив ще 5 м'ячів за 23 хвилини. Завершив кар'єру у «Зірці», за яку у 1993—1994 роках у першій лізі провів 49 матчів, пропустив 61 м'яч.
У грудні 2007 року отримав тренерську ліцензію категорії «D». Тренер в іркутських ДЮСШ «Зірка» (один із вихованців — син Роман), «Рекорд».